# Ludmila Brettschneiderová-Popelková
Ludmila Brettschneiderová–Popelková, v matrice ještě Veronika Emilie, (4. září 1878 Polička – 29. dubna 1953 Praha) byla česká pedagožka a redaktorka.

## Životopis
Rodiče byli František Popelka měšťan a knihař v Poličce (1830–1903) a Marie Popelková-Čermáková (1834/1835–1913). Sourozenci: František Ladislav Popelka (1857–1903), Marie Anna Popelková (1859), Cecilie Alžběta Faltová (1861), Rozalia Jílková (1863–1947), Anna Krystinová (1866–1920), Václav Popelka (1866–1946), Jan Karel Popelka (1868), Karolína Marie Popelková (1870), Jindřich Inocenc Popelka (1871) a Otakar Ferdinand Popelka (1876–1928).
Manžel Václav Brettschneider (1870–1930) byl ředitel školy. Měli s Ludmilou syna Václava. Literární činnosti se věnovali bratři František a Václav, sestry Anna a Karolína. Ludmila byla poradkyní na ministerstvu školství a národní osvěty, čestnou členkou Ústředního spolku učitelek domácích nauk a starostkou Československého svazu učitelek domácích nauk. Založila časopisy Věstník učitelek ručních prací a Domácí nauky ve školách národních. Psala do těchto časopisů i dalších (Jitřenka) odborné články. Povznesla stav hmotně, právně a kulturně.

## Dílo

### Příručka
- Rozvržení učiva domácích nauk na školách národních: pro 2. až 8. školní rok, pro 6. až 8. školní rok ve 3 bězích, pro 7. a 8. školní rok ve 2 bězích – Praha: Ústřední spolek učitelek domácích nauk v Čechách, 1925